# Cecropia angustifolia
Espèce
Synonymes
- Ambaiba acutifolia (Trécul) Kuntze[1]
- Ambaiba digitata (Klotzsch) Kuntze[1]
- Ambaiba tubulosa (Ruiz ex Klotzsch) Kuntze[1]
- Cecropia acutifolia Trécul[1]
- Cecropia caucana Cuatrec.[1]
- Cecropia danielis Cuatrec.[1]
- Cecropia hachensis Cuatrec.[1]
- Cecropia moniquirana Cuatrec.[1]
- Cecropia palmatisecta Cuatrec.[1]
- Cecropia strigilosa Cuatrec.[1]
- Cecropia tubulosa Ruiz ex Klotzsch[1]
- Cecropia villosa C.C.Berg & P.Franco[1]

Statut de conservation UICN

 VU D2 : Vulnérable
Cecropia angustifolia est une espèce de plantes à fleurs du genre Cecropia et de la famille des Urticaceae.

## Synonymes
- Ambaiba acutifolia (Trécul) Kuntze
- Ambaiba digitata (Klotzsch) Kuntze
- Ambaiba tubulosa (Ruiz ex Klotzsch) Kuntze
- Cecropia acutifolia Trécul
- Cecropia caucana Cuatrec.
- Cecropia coriacea Cuatrec.
- Cecropia danielis Cuatrec.
- Cecropia digitata Klotzsch
- Cecropia hachensis Cuatrec.
- Cecropia moniquirana Cuatrec.
- Cecropia palmatisecta Cuatrec.
- Cecropia philipsonii Cuatrec.
- Cecropia polyphlebia Donn.Sm.
- Cecropia strigilosa Cuatrec.
- Cecropia sylvicola Standl. & Steyerm.
- Cecropia tubulosa Ruiz ex Klotzsch
- Cecropia villosa C.C.Berg & P.Franco
- Cecropia villosa subsp. polycephala C.C.Berg[2]